# Pałac w Dur-Szarrukin

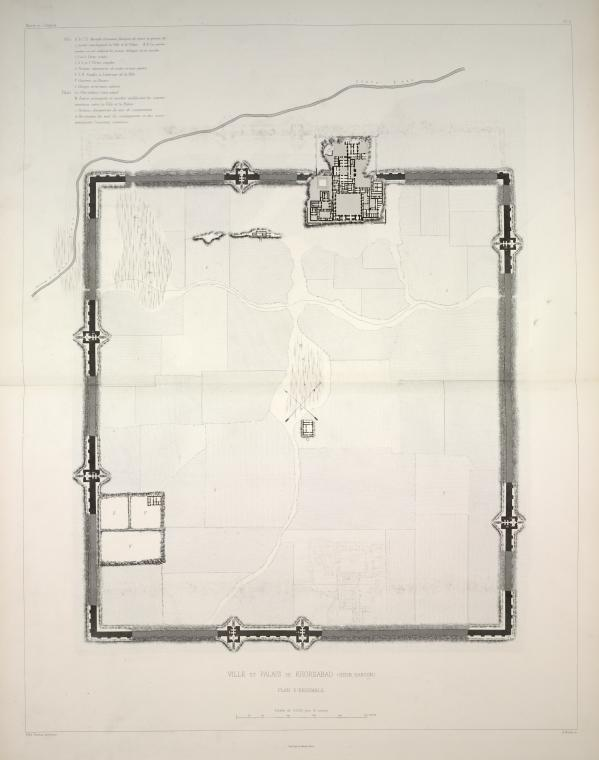
Położenie kompleksu pałacowego na planie miasta

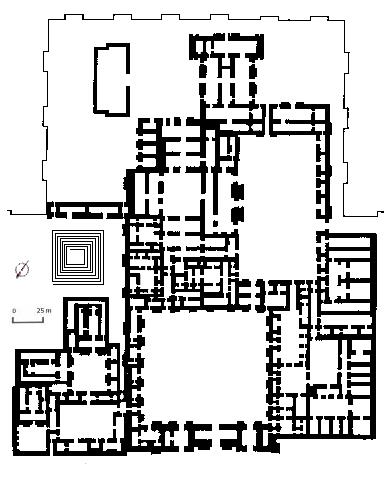
Plan kompleksu pałacowego

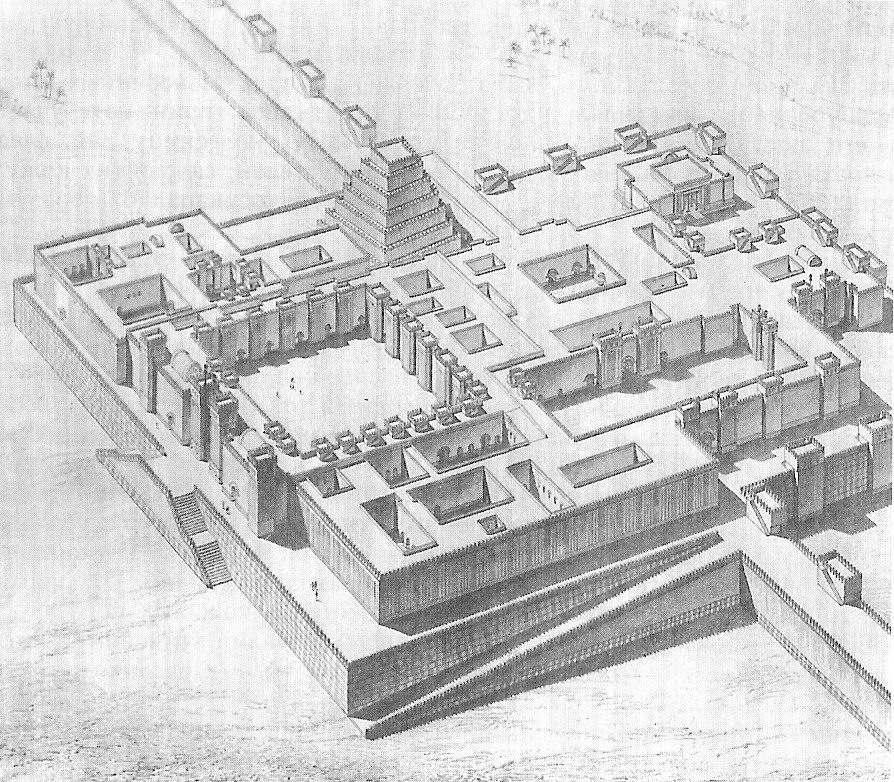
Rekonstrukcja wyglądu kompleksu pałacowego

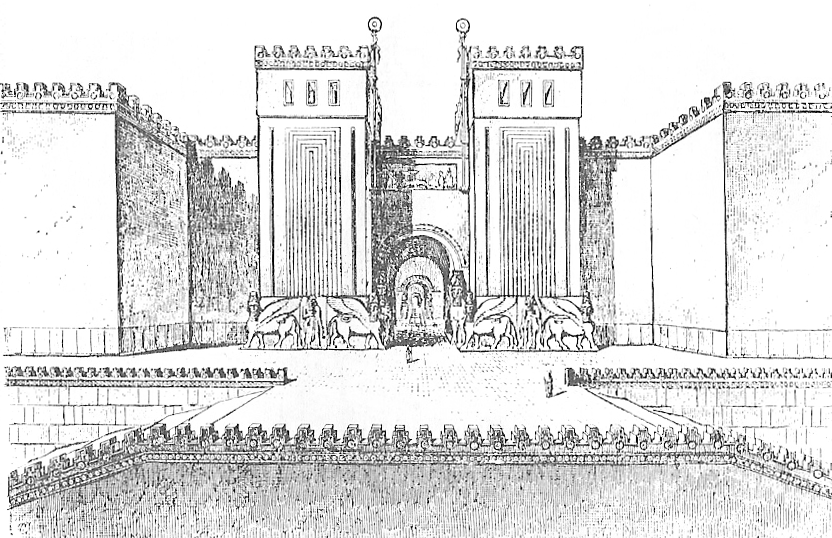
Rekonstrukcja wyglądu głównej bramy wiodącej do kompleksu pałacowego

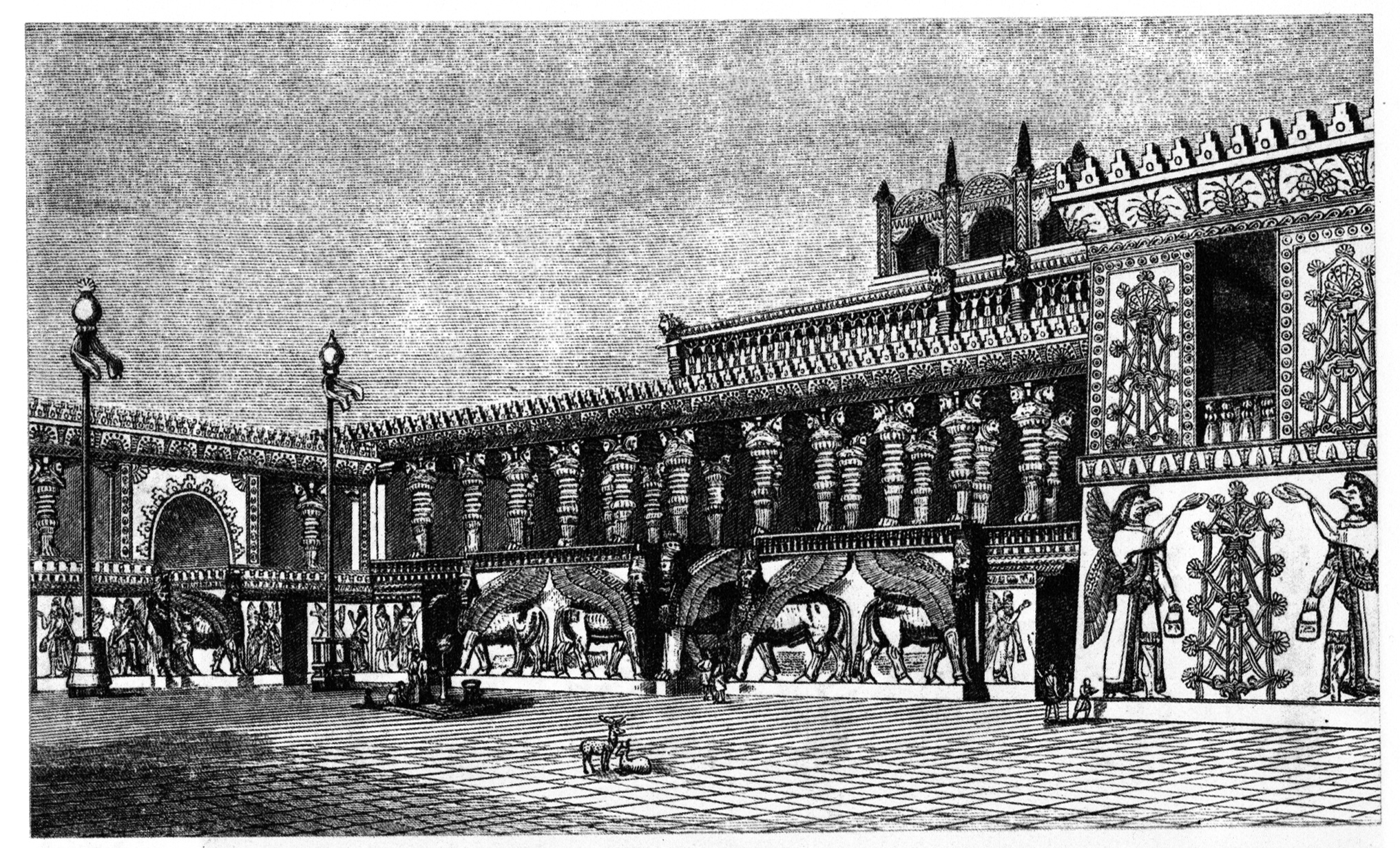
Wygląd wewnętrznego dziedzińca w kompleksie pałacowym według XIX-wiecznej rekonstrukcji

Pałac w Dur-Szarrukin – siedziba władcy asyryjskiego Sargona II; stanowił kompleks budowli pałacowo-świątynnych, wybudowany w latach 717–707 p.n.e. Swoją rezydencjalną funkcję pełnił dość krótko, około dwóch lat, czyli do roku 705 p.n.e., kiedy Sargon II zginął podczas jednej z wypraw.
Zespół pałacowo-świątynny, tworzący w zasadzie odrębną dzielnicę miejską, wybudowany był na sztucznie usypanym wzgórzu, w północnej części miasta i wkomponowany w linie murów miejskich, wystając nawet poza jej linię, przez co tworzył pewien występ na zewnątrz w kierunku północnym. Z kolei od swojej południowej strony odgrodzony był od pozostałej części miasta potężnym murem wzmocnionym wieżami. Prowadziła do niego masywna brama, której strzegły potężne lamassu. Z punktu widzenia militarnego była to pewnego rodzaju cytadela, która mogła być broniona niezależnie od pozostałej części Dur-Szarrukin, zwłaszcza że cały ten kompleks wznosił się na wysokość ok. 15 m. Jak większość asyryjskich pałaców materiałem budowlanym był tutaj niewypalana cegła. Okien nie stosowano – światło wpadało przez obszerne wejścia z podwórców. Pałac liczył 209 sal i dziedzińców.
Pałac połączony był kamiennym mostem z wielką świątynią boga Nabu. Na część sakralną kompleksu składały się świątynie: Sina, Ningal, Adada, Szamasza i Ninurty. Do tego wszystkiego przylegały liczne pomniejsze pałace wielmożów asyryjskich. W cały ten kompleks wkomponowany był także siedmiopiętrowy ziggurat boga Aszura, zwieńczony małą kapliczką – był on pokryty wielobarwną stiukową okładziną. Niedaleko od niego usytuowane było sanktuarium bóstw Sebittu, ale już poza obrębem murów górnego miasta. Pozostały ślady podłużnego budynku z prostokątną salą z równoległym gankiem, do którego wejście podparte na dwóch kolumnach znajdowało się na jego dłuższym boku. Był to tzw. budynek typu bit hilani o nie do końca wyjaśnionej roli – tego typu budynki sytuowane były z reguły nad rzekami, kanałami lub strumieniami w ogrodach pałacowych. Standardową formą podpór architektonicznych w budownictwie asyryjskim, były masywne, ceglane filary. Nie inaczej było w pałacach i świątyniach Dur-Szarrukin, chociaż stosowano także kolumny, ale na mniejszą skalę.
Jeśli chodzi o sklepienia, to przeważały głównie dwa ich typy: łukowe i beczkowe. Pierwsze stosowano w pomieszczeniach mieszkalno-reprezentacyjnych, a drugie w korytarzach, przejściach i bramach. Same pomieszczenia i komnaty pałacowe były wąskie, długie i wysokie, co być może wynikało z braku deficytowego towaru, jakim było drewno.
Pałac składał się z kilkuset pomieszczeń i kilkudziesięciu dziedzińców. Do sali tronowej prowadziły trzy wejścia rozdzielone masywnymi filarami. Sam tron, umieszczony w dużej prostokątnej sali, stał na podium zdobionym reliefami o tematyce batalistycznej i triumfalnej. Taka treść reliefów nie była przypadkowa, gdyż miała psychologicznie oddziaływać na przybyłe poselstwa zagraniczne i nie tylko. Liczne korytarze i przejścia zdobione były kolorowymi glazurowanymi cegłami. Prowadziły one do prywatnych apartamentów władcy, otoczonego komnatami haremowymi. Te ostatnie znajdowały się w południowo-zachodniej części kompleksu. Z reguły wszystkie pomieszczenia i komnaty, rozmieszczone w układzie amfiladowym, zgrupowane były wokół swoich dziedzińców i tworzyły jak gdyby niezależne jednostki, które po zablokowaniu pewnych kluczowych przejść mogły być odrębnie bronione w razie jakiegoś ataku. Niezależność pewnych sekcji pałacu mogła wynikać także z innych powodów, niekoniecznie wykluczających względy obronne – mianowicie mogły to być odrębne zespoły mieszkalne równorzędnych królowych, żon Sargona. Taką interpretację planu wysunął już P.E.Botta, jednakże ostatnio przeważa pogląd, że raczej chodziło tutaj o zespół świątynny, podzielony według kultu danego boga (Sina, Adada i Ninurty).
Jeśli chodzi o zdobnictwo pałacu, to w pałacu Sargona w Dur-Szarrukin można spotkać niemal wszystkie możliwe rodzaje asyryjskich dekoracji. Ściany pałacu – komnat i korytarzy – szczególnie jego części reprezentacyjnej, były bogato zdobione licznymi, barwnymi freskami, reliefami oraz ortostatami. Co do treści to przede wszystkim przedstawiały one swego rodzaju kronikę panowania władcy, czyli liczne podboje, tryumfalne pochody i hołdownicze procesje podbitych władców, a także sceny z polowań. Nie brakowało na nich także inskrypcji m.in. na cześć bogów, aczkolwiek treści mitologiczne zostały jak gdyby odsunięte na dalszy plan. Dekoracje ścienne zazwyczaj rozmieszczone były w układzie: freski i malowidła w górnych partiach, a reliefy w dolnych. Możliwe, że niektóre ściany pokrywano cedrową boazerią, która jednak nie zachowała się do naszych czasów.
Obok pomieszczeń reprezentacyjnych, sakralnych i mieszkalnych w skład kompleksu wchodziły liczne pomieszczenia gospodarcze i magazynowe, które były rozmieszczone we wschodniej części cytadeli.
Nie był przypadkiem fakt połączenia pałacu i świątyni w jeden kompleks. Było to zresztą regułą w budownictwie asyryjskich pałaców królewskich, będących integralnie powiązanymi z budynkami sakralnymi. Miało to swoistą wymowę, a mianowicie wskazywało na to, że bogowie są współmieszkańcami pałacu, chociaż oczywiście nie można mówić o równości z nimi króla, gdyż pozycja tego ostatniego miała charakter przedstawicielski z ramienia bogów.

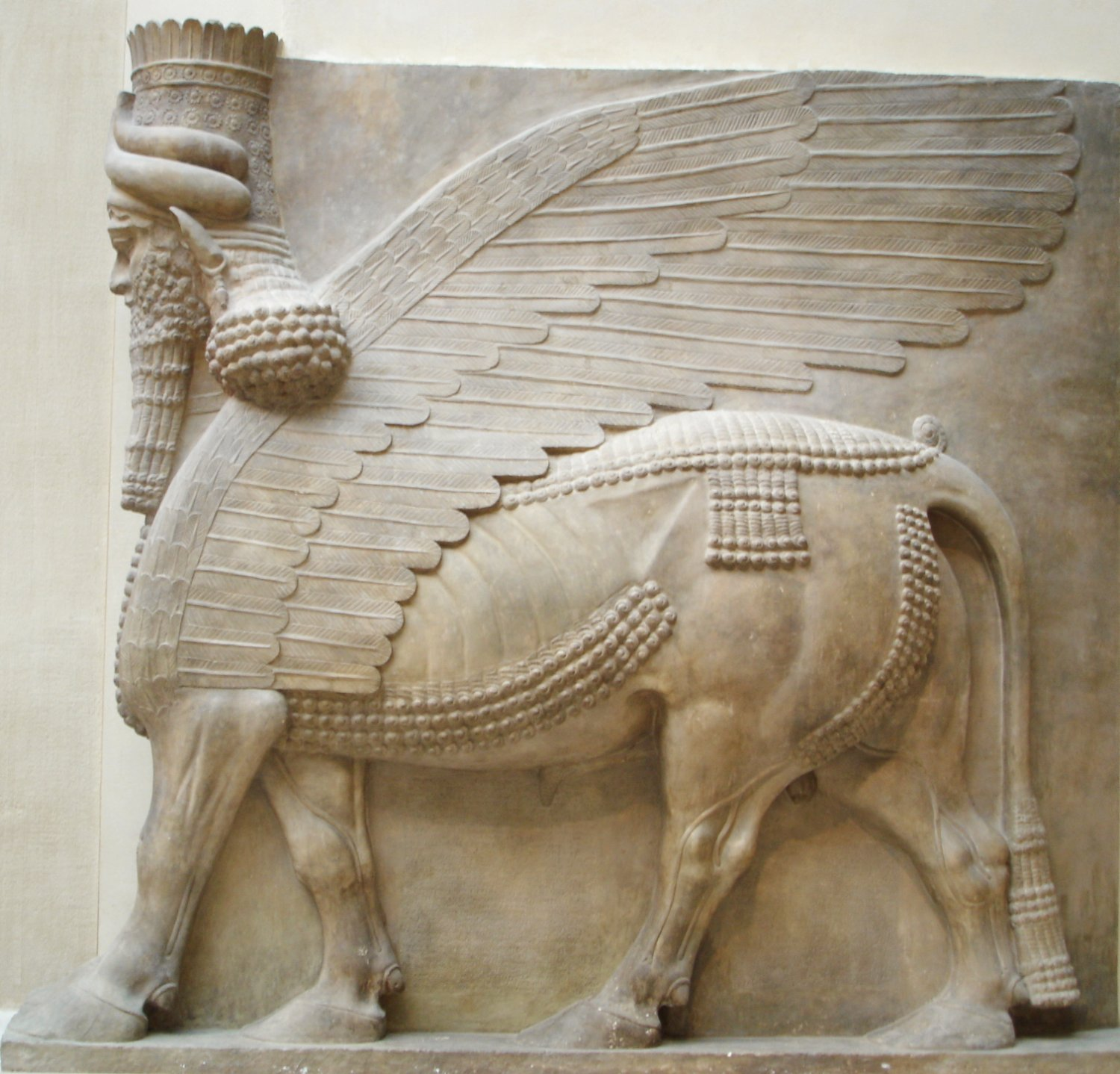
Lamassu stojący przy wejściu do pałacu Sargona w Dur-Szarrukin – obecnie w muzeum w Luwrze
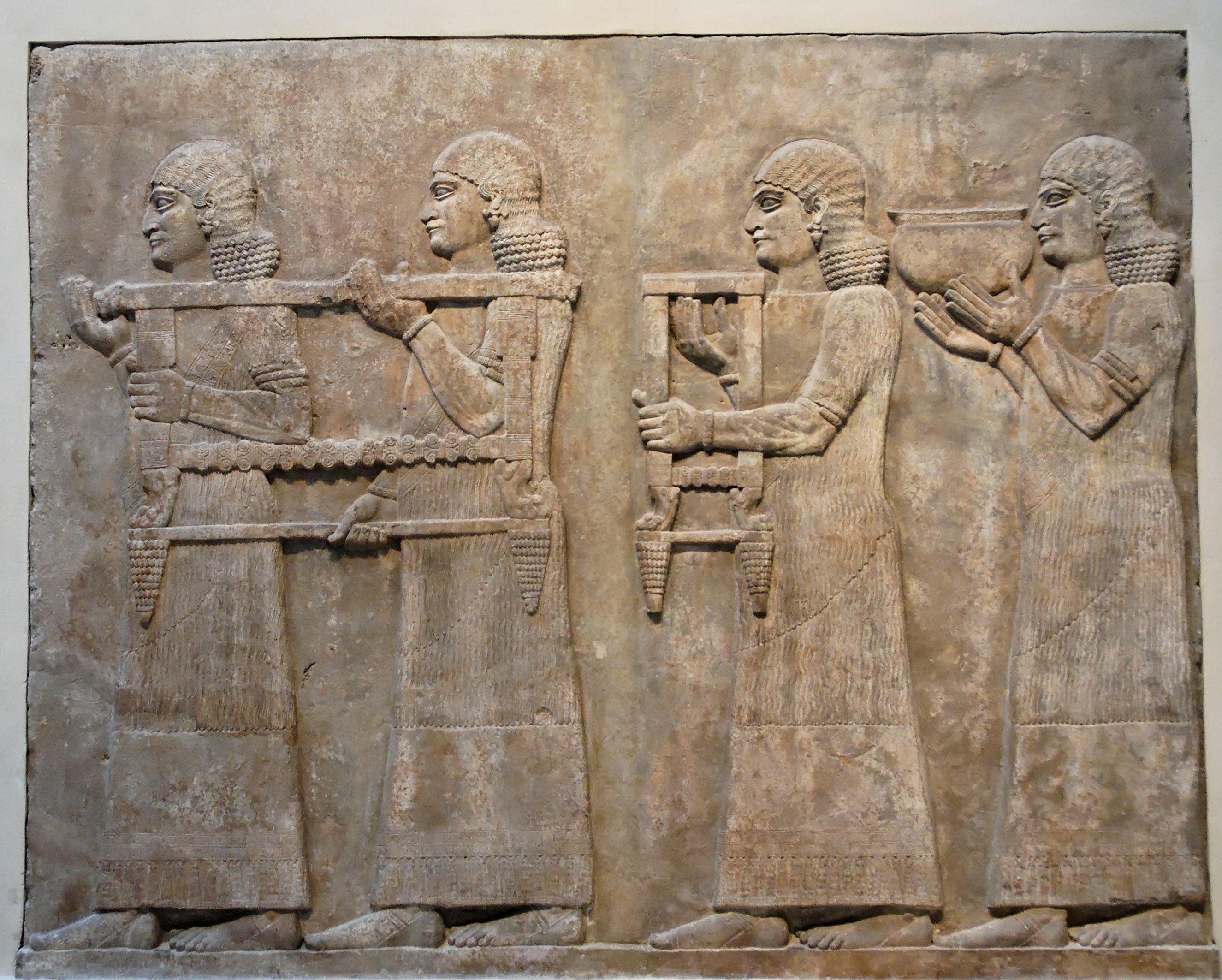
Orszak służących niosących łoże, krzesło i wazę
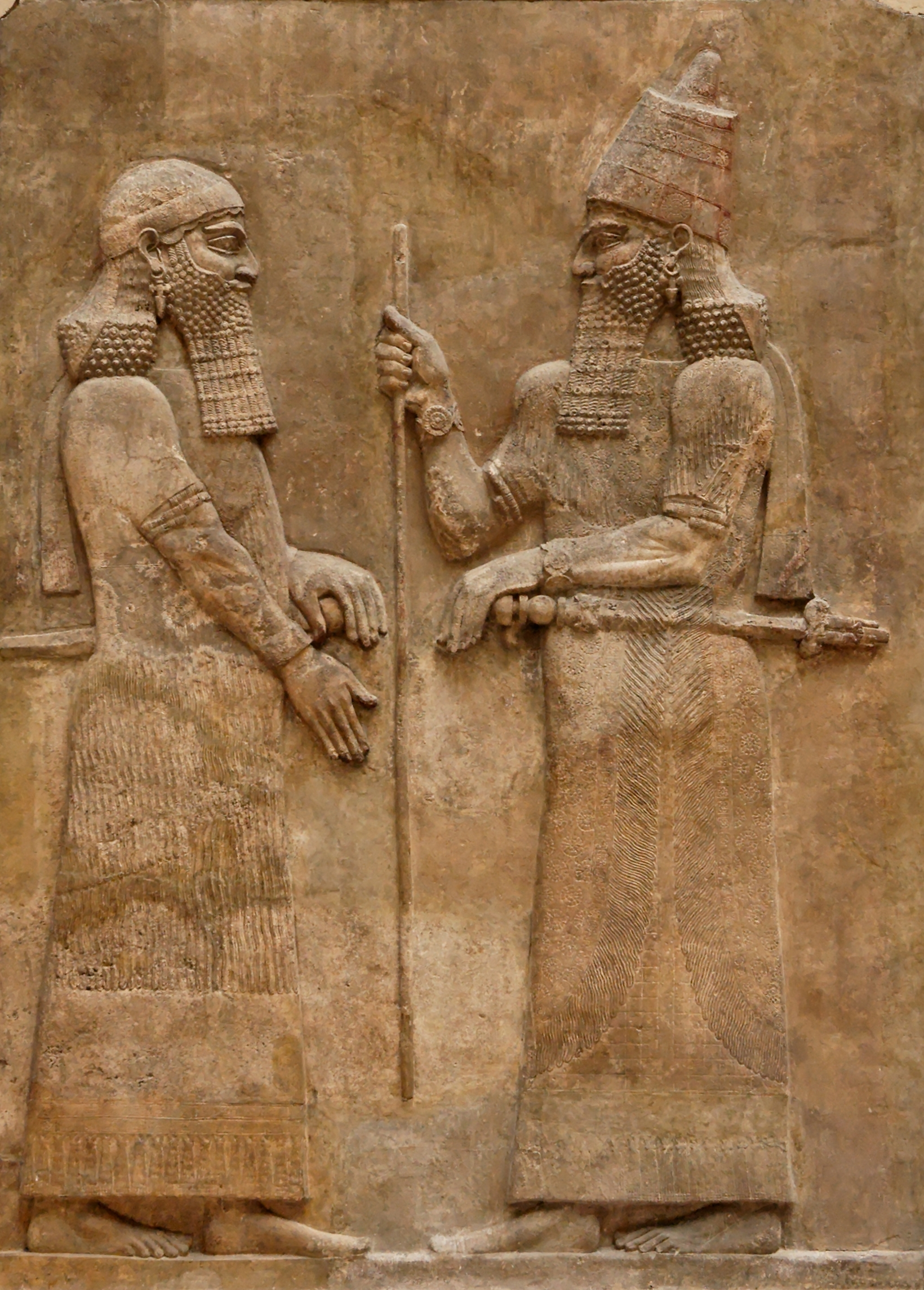
Relief z wizerunkami króla Sargona II i jego dygnitarza
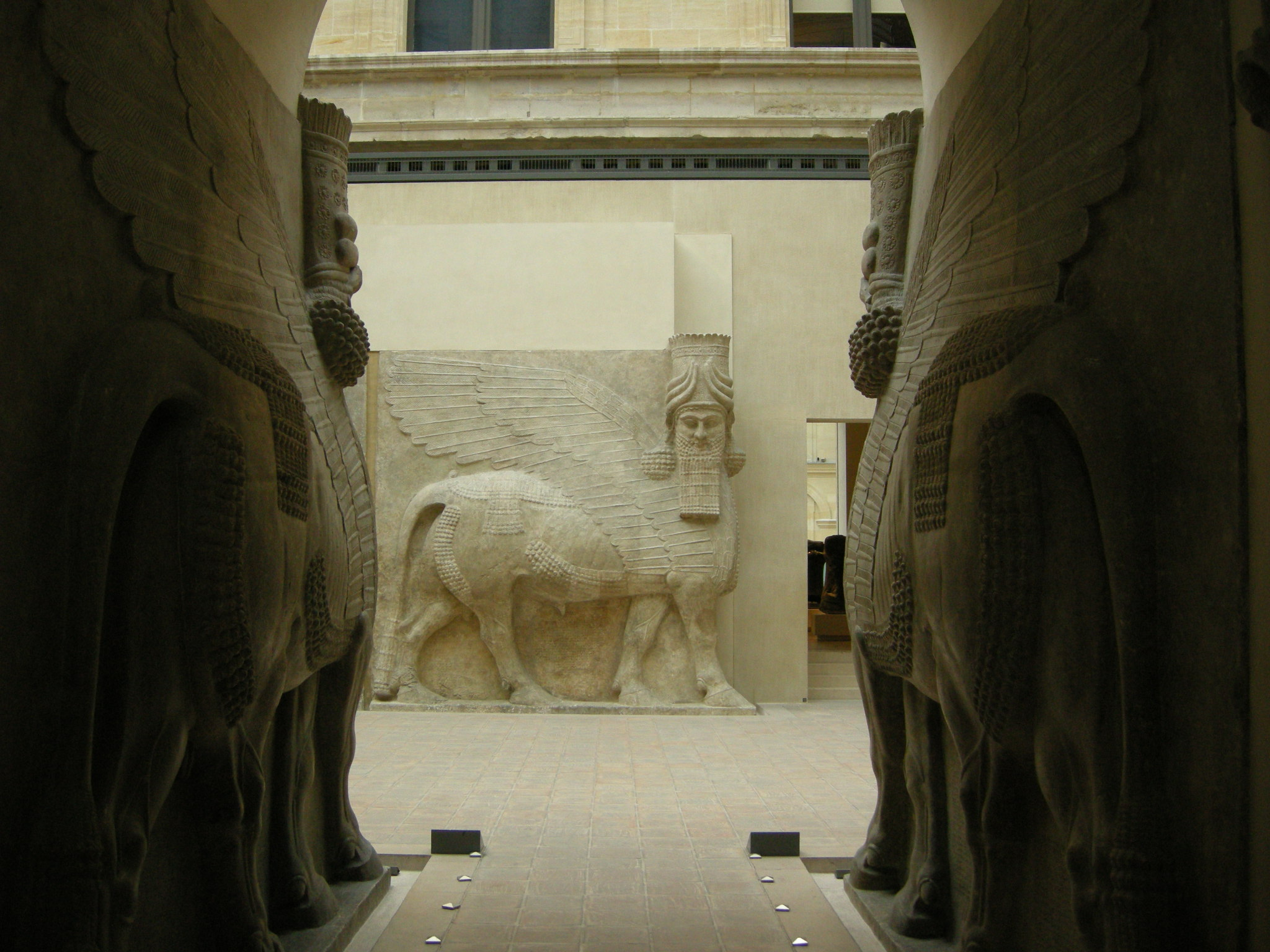
Widok na fragmenty pałacu Sargona w pomieszczeniach Luwru

## Wybrana literatura
- H.W.F.Saggs, Wielkości i upadek Babilonii, Warszawa 1973;
- K.Gawlikowska, Sztuka Mezopotamii, Warszawa 1975;
- A.Mierzejewski, Sztuka starożytnego wschodu, t. 1, Warszawa 1981;
- G.Roux, Mezopotamia, Warszawa 1998;
- Sztuka świata, t. 1, Warszawa 1999;
- P.Biziuk, Babilon 729–648 p.n.e., Warszawa 2005.